# Asselfingen
Asselfingen település Németországban, azon belül Baden-Württembergben. Lakosainak száma 1038 fő (2023. december 31.).

## Népesség
A település népessége az elmúlt években az alábbi módon változott:
| Lakosok száma | 746  | 997  | 1048 | 1028 | 1026 | 1034 | 1038 |
|               | 1975 | 2014 | 2017 | 2019 | 2021 | 2022 | 2023 |